# Pleospora fructicola
Pleospora fructicola är en svampart som först beskrevs av G.A. Newton, och fick sitt nu gällande namn av Ruehle. Pleospora fructicola ingår i släktet Pleospora och familjen Pleosporaceae.   Inga underarter finns listade i Catalogue of Life.